# Филин (Кумылженский район)
Филин — хутор в Кумылженском районе Волгоградской области России. Входит в состав Поповского сельского поселения. Население 419 чел. (2010).

## История
Во время переписи 2002 года входил в Филинский сельсовет, его административный центр.
В соответствии с Законом Волгоградской области от 14 февраля 2005 года № 1006-ОД «Об установлении границ и наделении статусом Кумылженского района и муниципальных образований в его составе» хутор вошёл в состав образованного Поповского сельского поселения.

## География
Расположен в западной части региона, в лесостепи, в пределах Хопёрско-Бузулукской равнины, являющейся южным окончанием Окско-Донской низменности.
Абсолютная высота 72 метра над уровнем моря.
Уличная сеть
состоит из 10 географических объектов:
- Переулки: Мельничный пер., Молодёжный пер., Раздольный пер., Тихий пер., Хлебный пер., Чистый пер.
- Улицы: ул. Луговая, ул. Почтовая, ул. Цветочная, ул. Центральная

## Население
| 2010 |
| ---- |
| 419  |

Гендерный состав
По данным Всероссийской переписи населения 2010 года в гендерной структуре населения из 419 человек мужчин — 191, женщин — 228 (45,6 и 54,4 % соответственно).
Национальный состав
Согласно результатам переписи 2002 года, в национальной структуре населения
русские составляли 91 % из общей численности населения в 426 чел..

## Инфраструктура
Развитое сельское хозяйство. Личное подсобное хозяйство.

## Транспорт
подъезд от автомобильной дороги «Слащевская — Попов» к х. Филин (идентификационный номер 18 ОП МЗ 18Н-66-1).
Просёлочные дороги.